# 孤軍雄心
是一部2000年首映的戰爭電影，由羅蘭·艾默瑞奇執導，羅伯特·羅達特編劇，梅尔·吉布森、傑森·艾薩克及已故的希斯·萊傑等主演。本片改編自考彭斯戰役，是一場美國革命軍決定性的勝利，美軍在丹尼爾·摩根准將率領下擊敗了伯納斯特·塔爾頓的軍隊。該場戰役是南方戰場的一部分。這場戰役扭轉了戰局，美軍並開始重占失去的南方土地。此電影劇情多為虛構，片尾使用的戰術為英國陸軍威靈頓公爵於拿破崙戰爭發明的後坡戰術，與美國獨立戰爭無關。

## 情節
1776年，隨著北美殖民地與英國的戰事日益加劇以及人民渴求獨立的情緒高漲，北美的十三個殖民地在該年的7月4日宣告獨立，是為美利堅合眾國。
法國-印第安戰爭中的英雄班傑明在妻子死後，養育七名子女，在南卡羅萊納州過著安穩務農工作。可是，自從該州支持對大陸軍援助的法案通過，班傑明的長子加布里耶爾不理他的勸告，加入大陸軍。
兩年後，加布里耶爾傳送軍函時受傷回家，而英軍與大陸軍的戰場已移到班傑明家的附近。經過一夜的治療，加布里耶爾的情況變好，而班傑明亦到戰場搜索傷者，帶回家醫治。
可是，當英軍在那場戰役打敗大陸軍後，英軍上校塔文頓來到班傑明的家時，發現加布里耶爾的軍函，並帶走他，打算以間谍罪名處死，班傑明的二兒子湯瑪斯因為一時情急與英軍衝撞，希望救出哥哥，但他卻被塔文頓槍殺。
失去二兒子後，班傑明與另外兩名兒子到附近的森林，埋伏帶走加布里耶爾的英軍小隊，希望救回他。成功後，他帶著一家到小姨子的家暫住，但加布里耶爾堅持回到國民軍服役，為了兒子，班傑明也跟著加入大陸軍……

## 演員表
| 演員                                          | 角色                    |
| --------------------------------------------- | ----------------------- |
| 梅尔·吉布森（Mel Gibson）                     | 班傑明·馬丁             |
| 傑森·艾薩克（Jason Isaacs）                   | 威廉·塔文頓上校         |
| 希斯·萊傑（Heath Ledger）                     | 加布里耶爾·愛德華·馬丁  |
| 朱莉·理查德森（Joely Richardson）             | 夏綠蒂·賽爾頓           |
| 克里斯·庫柏（Chris Cooper）                   | 哈利·柏威爾上校         |
| 湯姆·威爾金森（Tom Wilkinson）                | 查尔斯·康華里斯將軍     |
| 切基·卡尤（Tchéky Karyo）                     | 尚·維爾納佛少校         |
| 麗莎·伯倫納（Lisa Brenner）                   | 安妮·派翠西亞·霍華·馬丁 |
| 雷內·奧博諾伊斯（Rene Auberjonois）           | 奧利佛牧師              |
| 敦爾·勞格（Donal Logue）                      | 丹·史考特               |
| 萊昂·李佩（Leon Rippy）                       | 約翰·比林斯             |
| 亞當·鮑德溫（Adam Baldwin）                   | 威爾金斯隊長            |
| 謝·阿倫·瓊斯（Jay Arlen Jones）               | 奧肯                    |
| 祖爾·維亞拉（Joey D. Vieira）                 | 彼得·霍華               |
| 格里高利·史密斯（Gregory Smith）              | 湯瑪斯·馬丁             |
| 蜜卡·柏倫（Mika Boorem）                      | 瑪格麗特·馬丁（玫格）   |
| 絲凱·麥蔻·芭杜席亞克（Skye McCole Bartusiak） | 蘇珊·馬丁               |
| 特雷佛·摩根（Trevor Morgan）                  | 納森·馬丁               |
| 布萊恩·夏芬（Bryan Chafin）                   | 山繆爾·馬丁             |
| 羅根·勒曼（Logan Lerman）                     | 威廉·馬丁               |
| 泰瑞·雷曼（Terry Layman）                     | 喬治·華盛頓             |
| 安迪·史塔爾（Andy Stahl）                     | 納森尼爾·格林           |

## 製作
本片的主體拍攝於1999年9月7日開始，在南卡罗来纳州進行製作。

## 外部連結
- 互联网电影数据库（IMDb）上《孤軍雄心》的资料（英文）

1. ↑  . The Hollywood Reporter 359 (38). 1999-09-28: 25-26, 28, 30, 32, 34, 36, 109-110, 112, 114-116 （美国英语）.ProQuest 2587856625